# Patrick Drewes
Patrick Drewes (* 4. Februar 1993 in Delmenhorst) ist ein deutscher Fußballspieler. Der Torwart steht beim Bundesligisten Borussia Dortmund unter Vertrag. Er ist dort Dritter Ersatztorhüter. 

## Karriere
Drewes begann seine Karriere im Jahr 1995 bei der TuS Heidkrug und wechselte 2008 in die Jugend des VfL Wolfsburg. Dort rückte er zur Saison 2012/13 als dritter Torwart zu den Profis auf. Zeitgleich spielte er für die zweite Mannschaft der Wölfe, um Erfahrung in der Regionalliga Nord zu sammeln. In der Spielzeit 2013/14 gewann er mit der zweiten Mannschaft die Meisterschaft, scheiterte mit ihr aber in den Aufstiegsspielen zur 3. Liga an der SG Sonnenhof Großaspach. In der Saison 2014/15 gehörte er dem Kader an, der den DFB-Pokal nach Wolfsburg holte.
Zu Beginn der Spielzeit 2015/16 wurde Drewes für ein Jahr an den Schweizer Zweitligisten FC Wil verliehen. Am 18. Juli 2015 debütierte er beim 2:1-Auswärtssieg beim FC Winterthur in der Challenge League. Der Deutsche war in Wil gesetzt und kam in der Saison auf 32 Ligaeinsätze. Drewes trug mit guten Leistungen dazu bei, dass der FC Wil nach einem neunten Tabellenplatz in der Vorsaison nun einen dritten Tabellenplatz erreichte.
Zur Spielzeit 2016/17 wurde Drewes an den Drittligisten Preußen Münster verliehen, für den er dreimal zum Einsatz kam. Die Saison 2017/18 spielte er auf Leihbasis bei den Würzburger Kickers, die ihn anschließend fest verpflichteten. In die Folgesaison, seine letzte in Würzburg, ging er als Stammtorwart, absolvierte aber verletzungsbedingt lediglich 19 Partien.
Zur Saison 2019/20 verpflichtete ihn der Zweitligist VfL Bochum als Ersatz für den vormaligen zweiten Keeper Felix Dornebusch. In der Spielzeit 2020/21 kam er zu fünf Einsätzen und stieg mit Bochum als Meister in die Bundesliga auf. Zur neuen Saison blieb er der 2. Bundesliga jedoch erhalten und wechselte zum SV Sandhausen.
Zur Saison 2023/24 wechselte Drewes zum Karlsruher SC.
Zur Saison 2024/25 kehrte Drewes zum VfL Bochum zurück und erhielt einen Vertrag bis 2026. In Bochum war er sofort – wie zuvor in Karlsruhe – Stammtorhüter. Beim Auswärtsspiel gegen den 1. FC Union Berlin am 14. Dezember 2024 wurde Drewes beim Stand von 1:1 kurz vor Spielende von einem aus dem Heimfanblock geworfenen Feuerzeug gestreift. Anschließend wurde er vom Platz geführt und setzte das Spiel nicht fort.
Im weiteren Verlauf der Saison wurde Drewes zuerst von Timo Horn als Stammtorhüter verdrängt und stieg am 10. Mai 2025 in die zweite Bundesliga ab.
Zur Saison 2025/26 wechselt Drewes zu Borussia Dortmund in die Bundesliga. Drewes geht als dritter Ersatztorhüter in die neue Saison. 

## Erfolge
VfL Wolfsburg II
- Meister der Regionalliga Nord: 2014

VfL Wolfsburg
- DFB-Pokalsieger: 2015 (ohne Einsatz)

VfL Bochum
- Meister der 2. Bundesliga und Aufstieg in die Bundesliga: 2021

## Privates
Drewes ist verheiratet und hat einen Sohn. Im Fernstudium studiert Drewes, der sein Abitur in Wolfsburg gemacht hat, Immobilien-Management.